# Oliba I
Oliba I de Carcasona (nac. c. 800-?), conde de Carcasona. Era hijo de Bellón de Carcasona y quizá hermano, o más probablemente primo, de Sunifredo I, el padre de Wifredo el Velloso. 
En 812, a la muerte de Bellón, le sucedió en el condado su hijo mayor Guisclafredo I de Carcasona, que murió sin descendencia. Entonces el condado de Carcasona pasó a manos de Oliba, que gobernaba también el condado de Rasez. 
Casado dos veces, con Elmetruda y Riquilda, tuvo tres hijos: Oliba II, Sunifredo (abad de Lagrasse) y Acfredo I. 
El condado y patrimonio, a su muerte, fue gobernado en común por sus hijos y nietos recayendo el título en Bernardo de Septimania, conde de Tolosa.
| Predecesor: Guisclafredo I de Carcasona | Condado de Carcasona | Sucesor: Bernardo de Septimania |